# Ariadna javana
Ariadna javana är en spindelart som beskrevs av Kulczynski 1911. Ariadna javana ingår i släktet Ariadna och familjen sexögonspindlar. Inga underarter finns listade i Catalogue of Life.